# Österreichische Hockeynationalmannschaft der Herren
Die österreichische Hockeynationalmannschaft der Herren, genannt Red Capricorns, repräsentiert Österreich bei internationalen Hockeyturnieren wie Hockey-Weltmeisterschaften und -Europameisterschaften.
Das Hockey-Team nahm bisher dreimal an Olympischen Spielen (1928, 1948, 1952) und viermal an Feldhockey-Europameisterschaften (1970, 1974, 1983, 2009) teil. Für die Champions Trophy und für Feldhockey-Weltmeisterschaften konnte sich die Mannschaft bisher noch nicht qualifizieren.
Die Hallenhockey-Europameisterschaft gewann das Team 2010 und 2018, die Hallenweltmeisterschaft erstmals am 11. Februar 2018, woraufhin das Team auch zum ersten Mal Platz eins in der FIH-Weltrangliste indoor übernahm.
Aktuell (Juni 2025) steht die Nationalmannschaft in der Weltrangliste im Feldhockey auf Rang 19 und im Hallenhockey auf Rang 1.

## Erfolge

### Olympische Spiele
- 1928: 5. Platz
- 1948: 5. Platz
- 1952: 7. Platz

### Feldhockey-Weltmeisterschaften
bisher keine Teilnahme

### Feldhockey-Europameisterschaften
- 1970: 11. Platz
- 1974. 15. Platz
- 1983: 11. Platz
- 2009: 7. Platz
- 2023: 7. Platz
- 2025: 8. Platz

### Champions Trophy
bisher keine Teilnahme

### Champions Challenge
bisher keine Teilnahme

### Hallenhockey-Weltmeisterschaften
- 2007 – 6. Platz
- 2011 – Bronze
- 2015 – Silber
- 2018 – Gold
- 2023 – Gold

### Hallenhockey-Europameisterschaften
- 1974 – 6. Platz
- 1976 – 5. Platz
- 1980 – 6. Platz
- 1988 – Bronze
- 1991 – 5. Platz
- 1994 – 4. Platz
- 1997 – 5. Platz
- 1999 – 7. Platz
- 2006 – 5. Platz
- 2008 – Bronze
- 2010 – Gold
- 2012 – Bronze
- 2014 – Silber
- 2016 – Silber
- 2018 – Gold
- 2020 – Silber
- 2022 – Gold

## Auszeichnungen
- 2018: Goldener Rathausmann der Stadt Wien[4]